# Hedgpethius mamillatus
Hedgpethius mamillatus là một loài nhện biển trong họ Ammotheidae. Loài này thuộc chi Hedgpethius. Hedgpethius mamillatus được miêu tả khoa học năm 1982 bởi Child.